# Francis Manioru
Francis Manioru (* 17. September 1981) ist ein ehemaliger salomonischer Sprinter.

## Karriere
Manioru nahm an den Olympischen Sommerspielen 2004 in Athen und Olympischen Sommerspielen 2008 in Peking teil. Er trat über 100 m an, schied jedoch in den Vorläufen aus. Er diente auch als Fahnenträger bei Eröffnungs- und Abschlussfeier 2004 in Athen.
Außerdem trat er in den Mini-Pazifikspielen 2001, den Südpazifikspielen 2003 und 2007, den Leichtathletik-Ozeanienmeisterschaften 2004, 2006, 2008, 2010, den Leichtathletik-Hallenweltmeisterschaften 2006 in Moskau und 2008 in Valencia, den Commonwealth Games 2006 in Melbourne, 2010 in New Delhi und 2014 in Glasgow und den Leichtathletik-Weltmeisterschaften 2011 in Daegu an.